# (19914) Klagenfurt
(19914) Klagenfurt ist ein Asteroid des inneren Hauptgürtels. Er wurde vom deutschen Astronomen Freimut Börngen am 27. Oktober 1973 an der Thüringer Landessternwarte Tautenburg (IAU-Code 033) entdeckt.
Der Asteroid gehört zur Nysa-Gruppe, einer nach (44) Nysa benannten Gruppe von Asteroiden (auch Hertha-Familie genannt, nach (135) Hertha). Die zeitlosen (nichtoskulierenden) Bahnelemente von (19914) Klagenfurt sind fast identisch mit denjenigen von elf kleineren Asteroiden, wenn man von der absoluten Helligkeit ausgeht, wie zum Beispiel (39729) 1996 XD und (136478) 2005 GD63.
Nach der SMASS-Klassifikation (Small Main-Belt Asteroid Spectroscopic Survey) wurde bei einer spektroskopischen Untersuchung von Gianluca Masi, Sergio Foglia und Richard P. Binzel (19914) Klagenfurt der taxonomischen Klasse der S-Asteroiden zugeordnet.
Die Bahn von (19914) Klagenfurt wurde 2001 gesichert, so dass eine Nummerierung vergeben werden konnte. Am 9. Mai desselben Jahres wurde der Asteroid auf Vorschlag von Freimut Börngen nach der österreichischen Stadt Klagenfurt (heute Klagenfurt am Wörthersee) benannt.